# Рух Опору (Німеччина)

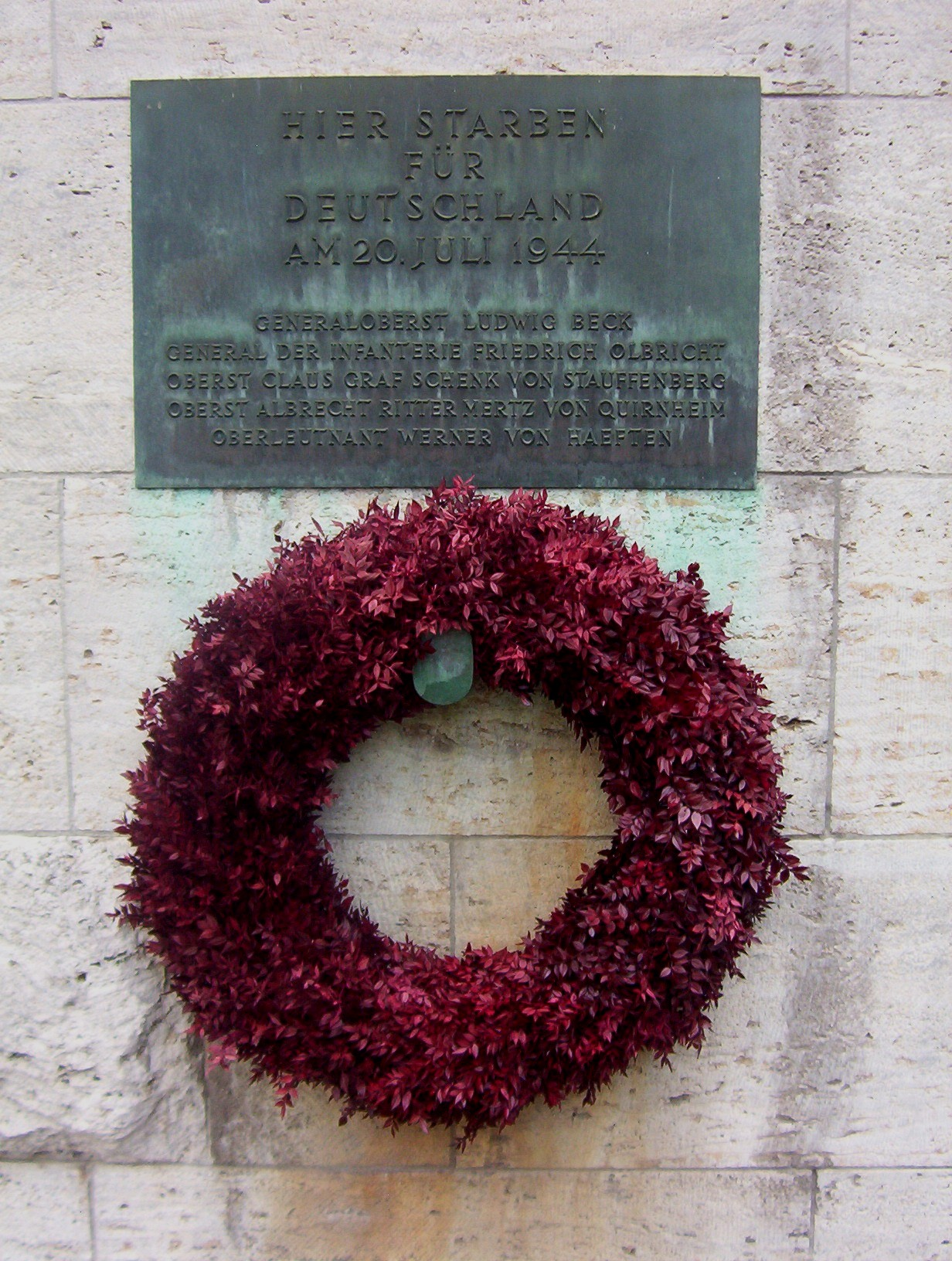
Пам'ятна дошка та вінок для членів руху опору у Німеччині Бендлерблок, Берлін.

Багато осіб та груп у Німеччині, які виступали проти нацистського режиму, брали участь в опорі проти нього в період 1933—1945 рр. Деякі з них створювали плани відсторонення Адольфа Гітлера від влади та повалення його режиму.
Рух опору в Німеччині не вважають об'єднаним рухом опору, який діяв впродовж існування Третього Рейху, наприклад як більш організовані Польська підпільна держава, Руху Опору в Греції, Народно-визвольна армія Югославії, Рух Опору у Франції, Руху Опору в Нідерландах, Руху Опору в Норвегії та Руху Опору в Італії. Опір в Німеччині складався з маленьких відокремлених груп, які не зуміли збурити політичну протидію. Відбувалися окремі напади на нацистських посадовців, саботаж та передача Союзникам інформації щодо воєнних заводів. Однією зі стратегій було переконати очільників Вермахту влаштувати переворот проти режиму; змова 20 липня 1944 року мала на меті запустити такий переворот.
За оцінками, протягом Другої світової війни 800 000 німців було арештовано гестапо за діяльність опору. Також від 15 000 до 77 000 мешканців Німеччини страчено нацистами. Членів опору зазвичай судили в показових процесах, особливих судах, військо-польових трибуналах, народних судах та цивільній судовій системі. Багато хто з членів опору мали урядові, військові чи цивільні посади, що давало змогу брати участь у підривній діяльності та змовах. Канадський історик Пітер Хофман враховує також «десятки тисяч» осіб у концентраційних таборах, які підозрювались або точно перебували в опозиції. Німецький історик Ганс Моммзен пише, що рух опору в Німеччині був «рухом без людей», зазначаючи, що кількість людей, які брали участь у русі опору була дуже мала. Рух опору в Німеччині включав польську меншину, які створювали групи опору, наприклад Олімп.